# (6344) 1993 VM
1993 في أم (ويعرف أيضًا باسم (6344) 1993 في أم وفق تسمية الكوكب الصغير) (بالإنجليزية: 1993 VM)‏ هو كويكب ضمن حزام الكويكبات؛ وترتيبه 6344 من حيث الاكتشاف.
اكتُشف هذا الجُرم الفلكي بواسطة هيروشي كانيدا في 7 نوفمبر 1993.

## وصلات خارجية
- (6344) 1993 VM في قاعدة بيانات مختبر الدفع النفاث لأجرام النظام الشمسي الصغيرة

- الاكتشاف · مخطط المدار ·  العناصر المدارية · المعلمات المادية

- (6344) 1993 VM على موقع ويكي سكاي: DSS2, SDSS, GALEX, IRAS, Hydrogen α, X-Ray, Astrophoto, Sky Map, Articles and images